# Yves David
Yves David (* 11. Juli 1928 in Montpellier; † 18. Dezember 2010 ebenda) war ein französischer Fußballspieler.

## Karriere
David begann das Fußballspielen 1938 im Kindesalter beim ASPTT Montpellier. Dem Klub blieb der 174 Zentimeter große Mittelfeldspieler ins junge Erwachsenenalter hinein treu, ehe er 1948 vom Zweitligisten Olympique Nîmes verpflichtet wurde. Bei diesem wurde er fortan gelegentlich aufgeboten, bis er in der Saison 1949/50 fast keine Rolle mehr spielte und nicht über einen Einsatz hinauskam. Dennoch schaffte er zum 1. Januar 1950 mit seiner Unterschrift bei Olympique Marseille den Wechsel in die erste Liga. Noch am selben Tag erreichte er sein Debüt in der obersten Spielklasse, als er beim 2:1-Erfolg gegen den Stade Français auf dem Platz stand.
Bei Marseille wurde kaum auf ihn zurückgegriffen und er gehörte häufig der Reservemannschaft an, ehe er zu Beginn der Spielzeit 1951/52 für einige Partien die Rückkehr in die erste Elf schaffte. Am 16. September 1951 lief er zum letzten Mal in der Eliteklasse des französischen Fußballs auf und musste dabei eine 3:10-Niederlage gegen die AS Saint-Étienne miterleben. Im Dezember 1951 wurde er an den Zweitligisten Olympique Alès abgegeben. Für diesen war er Stammspieler, bis er 1952 noch vor seinem 24. Geburtstag seine Profilaufbahn beendete; in deren Verlauf war er auf sieben Erstligapartien mit einem Tor und 28 Zweitligapartien mit vier Toren gekommen. Anschließend kehrte er zu seinem Jugendverein ASPTT aus Montpellier zurück und trug dessen Trikot bis 1960.